# Avrupa Yakası
Az Avrupa Yakası (Európai Oldal) Törökország egyik legnépszerűbb, helyzetkomédián alapuló televíziós sorozata, mely az ATV csatornán futott 2004 és 2009 között. Főszereplője a Sabah napilap újságírónője, Gülse Birsel, aki a sorozat egyik fő forgatókönyvírója is egyben. A sorozat az Isztambul Nişantaşı negyedében élő középosztálybeli Sütçüoğlu család, valamint a Birsel által alakított szereplő, Aslı munkahelyének, az Avrupa Yakası című magazin szerkesztőségének a mindennapjait mutatja be. A sorozat olyan stand-up komikusoknak adott országos hírnevet, mint Ata Demirer vagy Bülent Polat.
A sorozat címe kétértelmű: utal egyrészt a főszereplők lakóhelyére (Nişantaşı Isztambul európai oldalán fekszik), másrészt a női főszereplő Aslı munkahelyére.

## Szereplők
| Színész        | Szereplő         | Jellemzők |
| -------------- | ---------------- | --- |
| Gazanfer Özcan | Tahsin Sütçüoğlu | A Sütçüoğlu család feje, Aslı és Volkan édesapja; határozott, tekintélyt parancsoló figura, ugyanakkor szeretnivaló öregúr. Annak a kávézónak a tulajdonosa, melyet fia, Volkan igazgat. |
| Hümeyra Akbay  | İffet Sütçüoğlu  | Aslı és Volkan édesanyja, Tahsin Sütçüoğlu felesége. A tipikus, gondoskodó, háztartásbeli török anya megtestesítője. |
| Gülse Birsel   | Aslı Sütçüoğlu   | Az Avrupa Yakası című magazinnál dolgozó Aslı, Cem Onaran felesége. |
| Levent Üzümcü  | Cem Onaran       | Előbb az Avrupa Yakası magazin igazgatója, később fényképésze, Aslı férje. A tipikus török férfi megtestesítője a sorozatban. |
| Engin Günaydın | Burhan Altıntop  | Az Avrupa Yakası magazin ügyvezető igazgatója, Sütçüoğluék egyik szomszédja. Nagyon szereti saját magát, lakása tele van arcképeivel, őt ábrázoló festményekkel, fényképével nyomott díszpárnákkal és egyéb giccses dísztárggyal. Affektálva beszél és sokat gondol magáról. Alkalmazottai nem szeretik. |
| Ata Demirer    | Volkan Sütçüoğlu | Tahsin és İffet fia, Aslı bátyja. Apja kávézóját vezeti. A negyedik szériában kiírták a sorozatból azzal az ürüggyel, hogy megkapta a behívót a hadseregbe. |
| Peker Açıkalın | Gaffur           | A szomszédban lakó család szellemileg kissé visszamaradott, munkanélküli, bolondos fia. Egész nap kék-fehér csíkos pizsamában és papucsban járkál; szerelmes Aslıba. A szereplő Ata Demirer távozása után került a sorozatba.                                                                            |

## Népszerűség

Gaffur és a csíkos pizsama

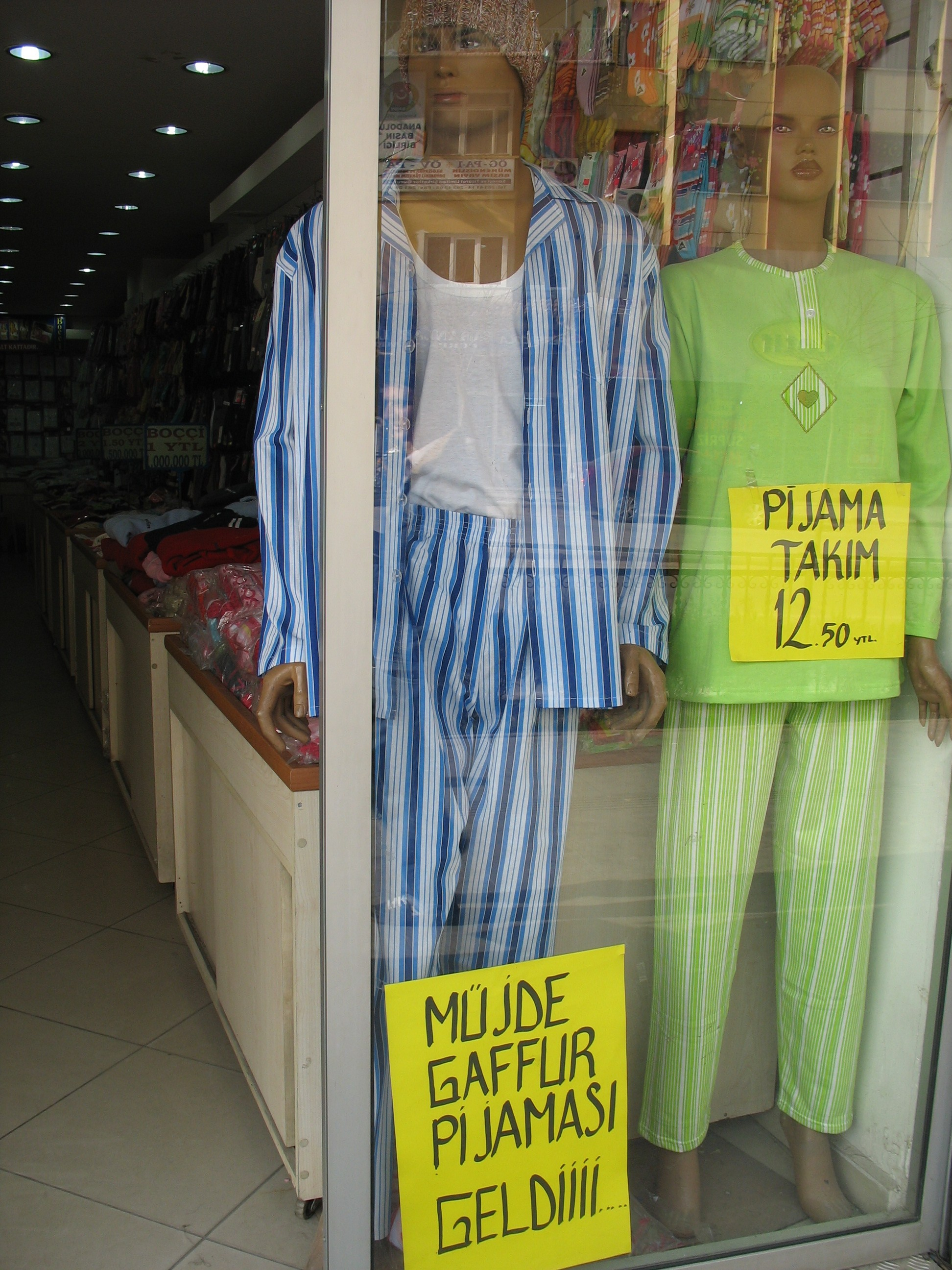
Gaffur-pizsamát hirdetnek egy török üzletben

### Elismerések
A sorozat több díjat is nyert:

#### 1. Fehér Gyöngy Televíziós Díj[4]
| Kategória                              | Jelölt         | Eredmény |
| -------------------------------------- | -------------- | -------- |
| Legjobb sorozat (Komédia)              | Avrupa Yakası  | Elnyerte |
| Legjobb színész (Komédia)              | Ata Demirer    | Elnyerte |
| Legjobb férfi mellékszereplő (Komédia) | Gazanfer Özcan | Elnyerte |
| Legjobb női mellékszereplő (Komedi)    | Hümeyra        | Elnyerte |

#### 34.HürriyetArany Pillangó[5]
| Kategória                   | Jelölt         | Eredmény |
| --------------------------- | -------------- | -------- |
| Legjobb sorozat (Komédia)   | Avrupa Yakası  | Elnyerte |
| Legjobb színésznő (Komédia) | Hasibe Eren    | Elnyerte |
| Legjobb színész (Komédia)   | Peker Açıkalın | Elnyerte |

### Reklám
A sorozat népszerűségének másik mutatója, hogy a szereplők közül nyolcan szinte a sorozat beindulása után azonnal ismert márkák arcai lettek; Gülse Birsel Törökország első telefontársaságának, a Turkcellnek készített reklámfilmet, sorozatbeli partnere, a Cemet alakító Levent Üzümcü pedig a Garanti Bank reklámjaiban szerepelt.

### Kilépések
A sorozat negyedik évadja (2006) drasztikus változásokat élt meg. Ekkor lépett ki a legnépszerűbb szereplőt, Volkant alakító Ata Demirer és a Şesut alakító Bülent Polat. Sokan úgy vélték, az ő kilépésük után a sorozat már nem lesz olyan népszerű, mint azelőtt, ám a várakozásokkal ellentétben az Avrupa Yakası megtartotta helyét a nézettségi listákon. Elemzők szerint ennek oka Gülse Birsel gondosan kidolgozott poénjai, a szerethető, életszerű, „törökös” figurák, akikben a nézők magukra lelhetnek; illetve a sorozat társadalmat kritizáló, szatirikus, ironikus, szókimondó jellege. Az új szereplők is hozzájárultak a pozíció megtartásához; különösen a bolondos Gaffurt alakító Peker Açıkalınnak köszönhetően. Gaffur alakja olyannyira népszerűvé vált, hogy megugrott a csíkos pizsama iránti kereslet, egy kisváros pedig még a labdarúgó-csapatát is Gaffurról nevezte el.